# Werner Herzig

Werner Herzig (2005)

Werner Herzig (* 16. Dezember 1928 in Gutenswegen) ist ein ehemaliger deutscher Kommunalpolitiker (SED). Er war von 1965 bis 1989 Oberbürgermeister der Stadt Magdeburg.

## Leben
Herzig wurde als Sohn eines Industrieschmiedes geboren. Er stammt aus einer sozialdemokratisch geprägten Familie. Nach seiner Schulzeit an der Volksschule erlernte er den Beruf eines Industriekaufmanns in der Maschinenfabrik Mackensen in Magdeburg und war als Handlungsgehilfe tätig. Von 1950 bis 1953 war er als Kulturdirektor des VEB "7. Oktober" in Magdeburg tätig. In den Jahren 1953/1954 fungierte er als Kaderleiter im Magdeburger Karl-Marx-Werk und wurde 1954 Sekretär der SED-Betriebsparteileitung im Chemieunternehmen VEB Fahlberg-List. Diese Funktion hatte er bis 1958 inne. Zwischen 1952 und 1957 hat er als Fernstudent an der Humboldt-Universität zu Berlin, nach anderen Angaben an der Karl-Marx-Universität Leipzig Wirtschaftswissenschaften studiert und schloss das Studium als Diplom-Wirtschaftswissenschaftler ab. 1958 wurde er stellvertretender Sekretär der SED-Stadtbezirksleitung Magdeburg-Südost, ab 1960 war er dort erster Sekretär. 1960/1961 studierte er in Moskau an der Parteihochschule des Zentralkomitees der KPdSU. Ab 1963 übernahm er die Funktion als 1. Sekretär der SED-Stadtbezirksleitung Magdeburg-Südost. Im gleichen Jahr übernahm er auch die Funktion des Sekretärs und Leiters des Büros für Industrie und Bauwesen der SED-Stadtleitung Magdeburg. 1965 erwarb er den Abschluss als Ingenieurökonom an der Ingenieurschule für Maschinenbau und Elektrotechnik.
Am 26. Oktober 1965 wurde er Nachfolger von Friedrich Sonnemann als Oberbürgermeister der Stadt Magdeburg und bekleidete dieses Amt bis zu seinem Rücktritt am 8. November 1989. Herzig war ab 1967 Abgeordneter des Bezirkstags des Bezirks Magdeburg und Mitglied der Magdeburger SED-Bezirksleitung. Er ist Vater von fünf Kindern.

## Wirken
In seiner Zeit als Oberbürgermeister wurde der Aufbau und die Entwicklung der Infrastruktur der damals noch schwer kriegszerstörten Stadt fortgesetzt. Im Jahre 1967 beschloss die Stadtverordnetenversammlung den 1. Entwurf des Generalbebauungs- und des Generalverkehrsplanes, die in ihren Grundzügen noch heute in der Stadt erkennbar sind. 1969 konnte der Entwurf der Gesamtkonzeption einer Bebauung des Stadtzentrums unter Einbeziehung der Elbe in das städtebauliche Ensemble vorgestellt werden. Die Neubebauung brach mit der historisch gewachsenen Stadtstruktur.
Das Stadtzentrum wurde durch Bauten des Centrum-Warenhauses, des Hauses der Lehrer und des Hochhauses an der Jakobstraße ergänzt. Die Stadthalle wurde wieder aufgebaut und das Messegelände im Kulturpark Rotehorn mit der Hyparschale gestaltet. Der Magdeburger Ring und die S-Bahn Magdeburg wurden gebaut und lösten schwierige Verkehrsprobleme.

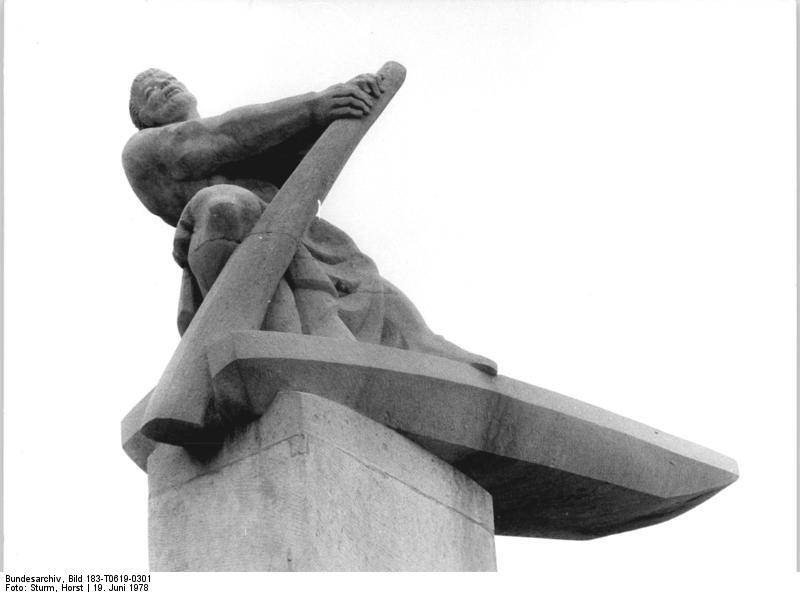
Fährmann-Plastik, 1978

 Es entstand die Nationale Sammlung Kleinplastiken, die vielen Plastiken und Torportale von Heinrich Apel und der „Fährmann setz über“ von Eberhard Rossdeutscher. Weitere Projekte in seiner Zeit waren das Glockenspiel im Rathaus, die Telemann-Konzerthalle im Kloster Unser Lieben Frauen mit der Jehmlich-Orgel aus Dresden, die Nutzung der Halle an der Buttergasse und der Neubau für das Kabarett Kugelblitze. Herzig engagierte sich auch international für Städtepartnerschaften.
Magdeburg wurde Mitglied der Weltbund der Partnerstädte (FMVJ) und Herzig wurde dort in den Exekutivrat gewählt. Er war auch Gründungsmitglied der 1. Weltkonferenz der Bürgermeister für „Frieden, Solidarität und gegen atomare Rüstung“ zwischen den Städten, die im August 1985 in Hiroshima und Nagasaki stattfand. Er setzte sich für Städtepartnerschaften mit Lüttich (Belgien), Sarajevo (Jugoslawien), Setúbal (Portugal), Hradec Králové (CSSR), Ploiești (Rumänien), Gorki (UdSSR), Kayes (Mali) und Braunschweig ein.
1996 beschloss der Stadtrat von Magdeburg die Partnerschaftsverträge mit Donezk (Ukraine, seit 1962), Hradec Králové, Kayes, Lüttich, Nagasaki (Japan, seit 1987), Setúbal, Turin (Italien, seit 1983) und Valencia (Spanien, seit 1981) zu lösen.

## Auszeichnungen
Für sein persönliches Engagement für Städtebau und Architektur erhielt er vom Bund der Architekten der DDR die Karl-Friedrich-Schinkel-Medaille.
Weitere Auszeichnungen waren der Vaterländischen Verdienstorden der DDR in Bronze, Silber und Gold, mit der goldenen Ehrennadel der Liga für Völkerfreundschaft für Verdienste um die Freundschaft der Völker sowie mit dem Staatsorden „Chevalier“ der Republik Mali durch den Präsidenten Modibo Keïta für seine Verdienste um die Partnerschaft Kayes, wo er Ehrenbürger ist.